# Jorge García Morcillo
Jorge García Morcillo (Valencia, 11 de marzo de 1986) es un futbolista español que juega de defensa en el C. D. Mosconia de la Tercera Federación.

## Trayectoria
Formado en las categorías inferiores del Valencia C. F., debutó en 2006 en el Valencia C. F. "B". Posteriormente, estuvo cedido en el Real Jaén C. F. y en el Benidorm C. F., donde disputó cerca de 30 partidos entre liga y copa, aunque se perdió los dos primeros meses por una lesión. En el verano de 2009 el Córdoba C. F. anunció su fichaje tras rescindir su contrato con el Valencia.
En enero de 2010 el Deportivo Alavés comunicó que habían llegado a un acuerdo con Morcillo para que forme parte del plantel de este equipo. Tras su paso por el Alavés firmó una temporada con el C. D. Alcoyano y después pasó al R. C. Recreativo de Huelva. Tras dos temporadas en Huelva, en junio de 2014 a sus 28 años dio el salto a Primera División fichando por el Rayo Vallecano de Madrid. En la temporada 2015-16 fichó por la U. D. Almería.
En 2019 regresó a Huelva tras un paso por el fútbol israelí. A finales de agosto de 2021 llegó al Extremadura U. D., equipo que abandonó en enero del año siguiente para recalar en el Real Avilés C. F. Allí estuvo una temporada y media y en agosto de 2023 recaló en la Real Balompédica Linense. En este equipo militó una campaña y en julio de 2024 se unió al Club Marino de Luanco. Con ellos participó en 26 partidos de la Segunda Federación y doce meses después de su llegada fichó por el C. D. Mosconia.

## Clubes
| Club                       | País   | Año       |
| -------------------------- | ------ | --------- |
| U. D. Puzol                | España | 2005-2007 |
| Valencia C. F. Mestalla    | España | 2007-2009 |
| Real Jaén C. F. (cedido)   | España | 2007-2008 |
| Benidorm C. F. (cedido)    | España | 2008-2009 |
| Córdoba C. F.              | España | 2009      |
| Deportivo Alavés           | España | 2010-2011 |
| C. D. Alcoyano             | España | 2011-2012 |
| Recreativo de Huelva       | España | 2012-2014 |
| Rayo Vallecano             | España | 2014-2015 |
| U. D. Almería              | España | 2015-2018 |
| Hapoel Ironi Kiryat Shmona | Israel | 2018-2019 |
| Recreativo de Huelva       | España | 2019-2021 |
| Extremadura U. D.          | España | 2021-2022 |
| Real Avilés C. F.          | España | 2022-2023 |
| Real Balompédica Linense   | España | 2023-2024 |
| Club Marino de Luanco      | España | 2024-2025 |
| C. D. Mosconia             | España | 2025-     |